# Chapultepec, Tabasco
Chapultepec är en ort i Mexiko.   Den ligger i kommunen Teapa och delstaten Tabasco, i den sydöstra delen av landet, 700 km öster om huvudstaden Mexico City. Chapultepec ligger 39 meter över havet och antalet invånare är 744.
Terrängen runt Chapultepec är platt åt nordost, men åt sydväst är den kuperad. Runt Chapultepec är det ganska tätbefolkat, med 108 invånare per kvadratkilometer. Närmaste större samhälle är Teapa, 2,8 km sydost om Chapultepec. Trakten runt Chapultepec består till största delen av jordbruksmark.